# 49109 Agnesraab
49109 Agnesraab è un asteroide della fascia principale. Scoperto nel 1998, presenta un'orbita caratterizzata da un semiasse maggiore pari a 2,5602209 UA e da un'eccentricità di 0,1717022, inclinata di 14,26155° rispetto all'eclittica. Ha un diametro di 3,041 km e un periodo di rotazione di 12,4114 ore.